# Modern Life Is Rubbish
Modern Life Is Rubbish és el segon disc de la banda de rock britànica Blur i va ser publicat el 1993.
Amb Modern Life Is Rubbish, Blur incorporava més influències psicodèliques i grunge en l'àlbum, i va ser generalment ben rebut, mantenint a la banda com rellevant durant l'era grunge en el Regne Unit.
Habitualment, no obstant això, es manté que Modern Life Is Rubbish és també el primer àlbum de britpop i ha crescut considerablement en rellevància des de la seva publicació, que inicialment va arribar al lloc 15 en les llistes britàniques.
Els singles d'aquest àlbum van ser "For Tomorrow", "Chemical World" i "Sunday, Sunday". El single previ a l'àlbum "Popscene" no va ser finalment inclòs en la publicació a Europa però sí en la versió americana i posteriorment en la reedició japonesa.
Actualment aquesta cançó només està disponible a Europa en la versió de DVD de "Blur: The Best Of".
La publicació japonesa inclou "Young And Lovely" (i "Popscene" en la reedició).
La versió dels Estats Units inclou "Popscene", "When The Cows Come Home" i "Peach". També té una versió diferent de "Chemical World".

## Llista de cançons
Totes les pistes van ser escrites per Damon Albarn, Graham Coxon, Alex James i Dave Rowntree.
- For Tomorrow – 4:19
- Advert – 3:45
- Colin Zeal – 3:16
- Pressure on Julian – 3:31
- Star Shaped – 3:26
- Blue Jeans – 3:54
- Chemical World – 3:45
- Intermission – 2:29
- Sunday, Sunday – 2:38
- Oily Water – 5:00
- Miss America – 5:34
- Villa Rosie – 3:55
- Coping – 3:24
- Turn It Up – 3:21
- Resigned – 5:14
- Commercial Break – 0:55